# Відлюдництво

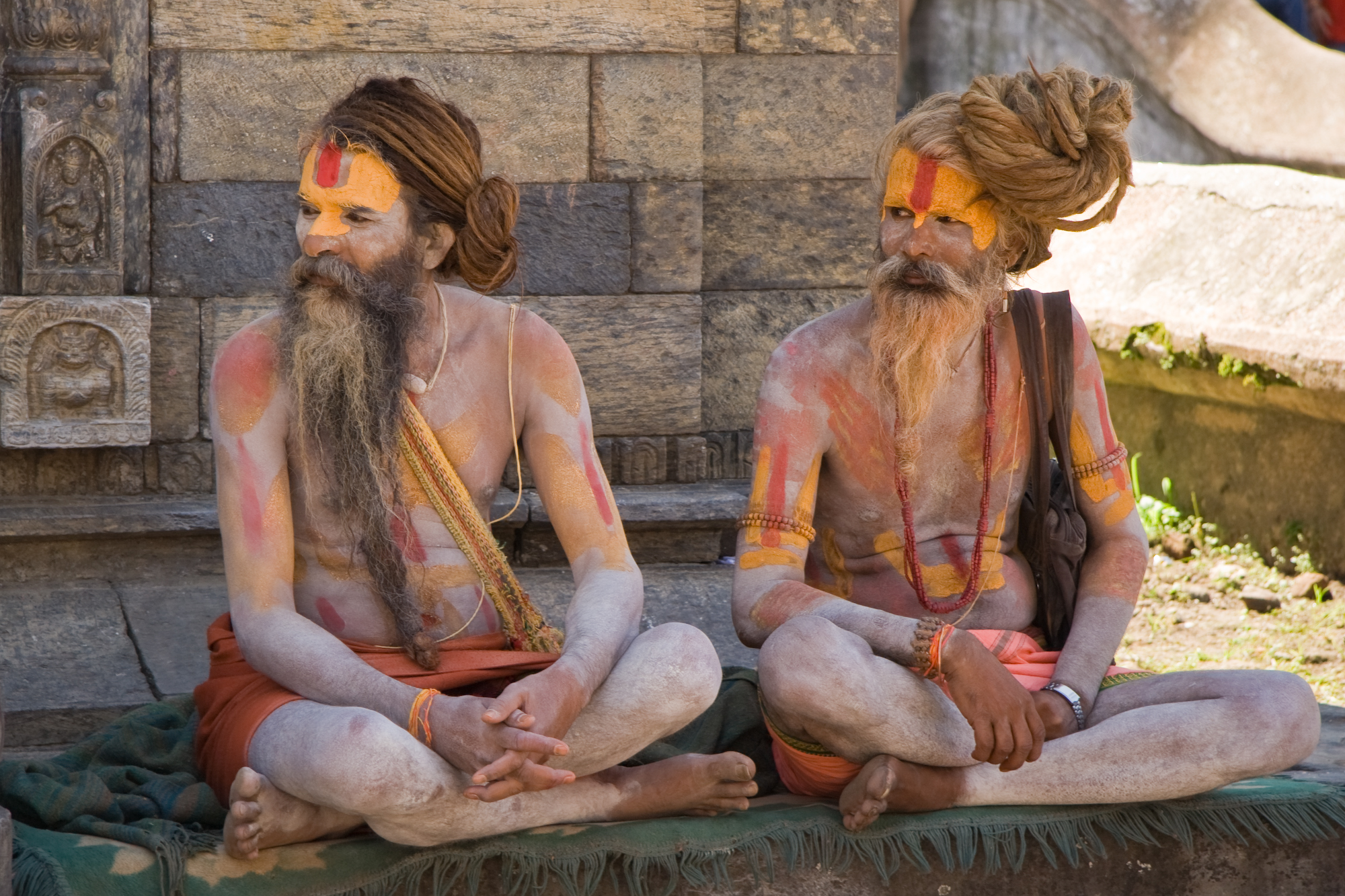
Два «садху», індуїстських відлюдника, біля храму Пашупатінат в Катманду

Відлюдництво, анахоретство — аскетичне зречення з різних переконань від мирського (мирного) життя з максимальним обмеженням зовнішніх зв'язків і віддаленим місцем проживання.
Відлюдництво як спорадичне явище існувало в релігіях Індії, Китаю, Японії та інших країн Сходу (юдаїзм, іслам, буддизм, даосизм тощо). У різний час зустрічалися такі типи нехристиянського чернечого життя: відлюдники Сераписа в Єгипті; аскети-буддисти; ессеї, що жили подібно ченцям біля Мертвого моря приблизно III століття до н. е.; юдейські аскети, звані терапевтами, що жили неподалік від Олександрії; гностики неоплатонівського толку; аскети-прихильники бога Мітри.
Відлюдництво в Китаї виступало як альтернатива політичній кар'єрі, проте ідеологічно було багато в чому з нею пов'язано.

## Відлюдництво в християнстві

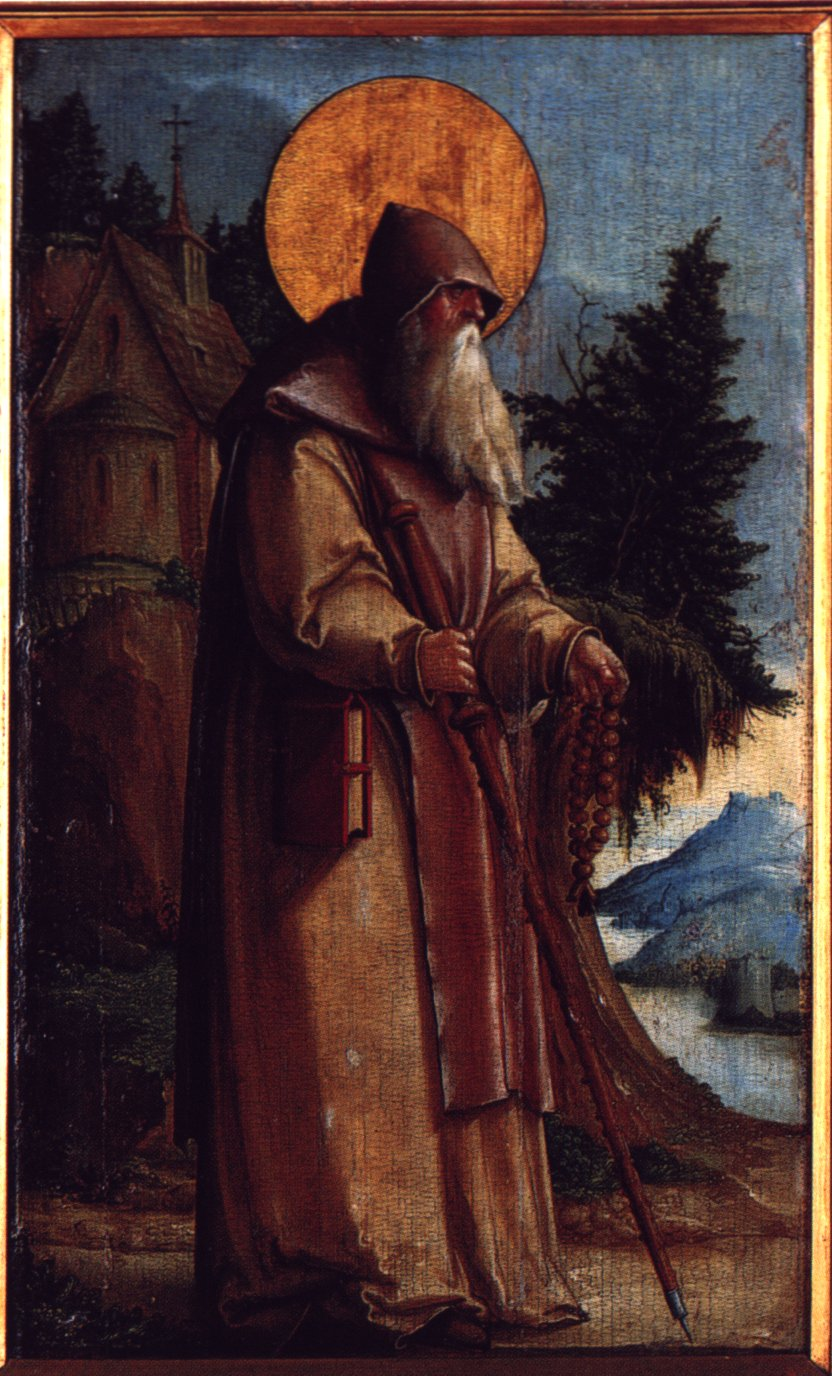
Павло Фівейський — перший відомий християнський відлюдник

Особливого поширення та розвитку відлюдництво досягло у християн. Своїми попередниками перші християнські пустельники вважали пророка Іллю й Івана Хрестителя. Прообразом майбутнього відлюдництва також служило 40-денне перебування одного в пустелі Ісуса Христа, яке згадується в Євангеліях.
У християнському світі слово «відлюдник» означає те ж, що і «анахорет» (або Єрема — з грецького ἐρημίτης (erēmitēs)), хоча спочатку ці два поняття відрізнялися відповідно до місця проживання відлюдника — анахорет мешкав у келії при храмі або поблизу від людського житла, а відлюдник-пустельник йшов далеко від цивілізації. Відлюдництво в християнстві відомо з III століття і було пов'язане як з переслідуваннями перших християн з боку римських імператорів, так і з християнською ідеєю гріховності світу і рятівничості відмови від його спокус. Першим із відомих християнських самітників (анахоретом) був Павло Фівейський, який пішов у пустелю, рятуючись від переслідувань християн імператором Деціем.

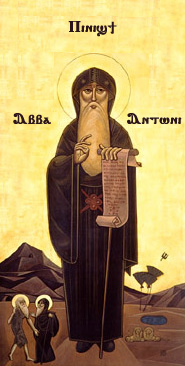
Антоній Великий — один із засновників відлюдницького монашества

Прикладом пустельництва служить життя Антонія Єгипетського, котрий обрав усамітнення в двадцятирічному віці і що помер в 356 м у віці 105 років. Навколо св. Антонія зібралося кілька учнів, залучених строгістю життя і дорожили його наставницьким керівництвом.
Поступово пустельництво проникає на інші території. Св. Амоній († 350), що в день одруження вмовив дружину принести обітницю цнотливості, віддалився з нею в Нітрійську пустелю і заснував там колонію ченців. Вони не мали спільного статуту, і кожен відлюдник сам визначав своє правило і життєвий уклад, хоча по суботніх і недільних днях вони разом збиралися в храмі для богослужіння і настанови.
В Скитській пустелі, що лежить південніше Нітрійської, подвизався в ще більш строгій самоті Макарій Єгипетський († 390) зі своїми учнями. Приблизно тоді ж у місцевості, званої «Келлі отшельническую» (пустеля на західному березі Нілу), влаштувався зі своїми послідовниками Макарій Олександрійський († 394). До цієї колонії приєднався і Евагрій Понтийский, що залишався в ній до своєї смерті в 399 році. В цей же період в келіях проживав преподобний Дорофей, пустельник Єгипетський. Аскетизм, що практикувався цими пустельника був неймовірно суворим, і деякі його елементи сьогодні розцінювалися б як мазохістські.
Єгипетські пустельники, очевидно, справили великий вплив на сирійських відлюдників, які довели аскезу до крайності. Вони заперечували всяку дисципліну, воліли мандрівний спосіб життя в диких і пустельних місцевостях, відмовилися повністю від ручної праці, присвятивши своє життя безперервній молитві.
У Палестині, навпаки, аскети вели майже нерухоме життя, приліплені до святих місць, щоб мати захист і здійснювати богослужіння. До четвертого століття їх ряди значно поповнилися з числа паломників; їх також відвідували св. Ієронім, св. Павла і Іоанн Касіян.
Одним з найбільш ранніх і відомих прикладів відлюдництва в пустелі є житіє святої V століття н. е. Марії Єгипетської, написане Софронієм Єрусалимським.
У православ'ї відлюдництво — форма чернечого, «скитського» або «пустельного» житія, усамітнення, пов'язаного з добровільним прийняттям крім загальних статутних додаткових аскетичних обітниць (наприклад, посиленої молитви, строгого посту, молчальнічества).
Таким чином, зародившись в єгипетській пустелі, до кінця IV ст. відлюдництво поширилося в Палестині, Каппадокії, Вірменії, а потім в Галлії, Іспанії та Італії. Поступово в результаті прагнень аскетично налаштованих християн до більш досконалого способу життя, відлюдництво перетворюється в один з найважливіших церковних інститутів — чернецтво. Згодом відлюдництво зникло в західному християнстві, але збереглося в східному.
Найважливішим джерелом інформації про пустельництво служить Житіє св. Антонія, написане св. Опанасом в 357 м Іншим корисним документом є Apophthegmata Patrum або вислови відомих пустельників. Нарешті, слід згадати, що характерна для більш пізнього періоду, більш чітко оформившаяся чернече життя представлена в Historia monachorum in Aegypto, яка демонструвала життя ченців в кінці четвертого століття, і в написаній Палладієм († 431) Historia Lausaica (Історія Лавсаїк), що оповідає про чернече життя в Єгипті, Палестині, Сирії та Малої Азії.

### Відомі християнські самітники
- Амон Нітрійський
- Антоній Великий — засновник відлюдницького чернечого подвигу.
- Антоній Печерський — засновник чернецтва у Київській Русі.
- Дорофей, пустельник Єгипетський
- Евагрий Понтийский
- Евфимий Великий — один із засновників чернецтва.
- Кириак Відлюдник, Палестинський.
- Макарій Великий — засновник скитського чернечого подвигу.
- Пахомій Великий — засновник общежительного чернецтва.
- Марія Єгипетська — палестинська відлюдниця VI століття.
- Ніл Мироточивий — відомий афонський пустельник.
- Ніл Сорський — засновник російського скитського подвижництва.
- Ніл Столобенскій — російський відлюдник XVI століття.
- Онуфрій Великий — найбільший самітник IV століття.
- Павло Фивейский — перший відомий православний пустельник.
- Петро Афонський — православний відлюдник VII століття, засновник афонського чернецтва.
- Тихон Калузький — російський пустельник XV століття.

## Інші релігії
З релігійної точки зору, відокремлений спосіб життя є однією з форм аскетизму, де відлюдник відмовляється від мирських турбот і задоволень, щоб наблизитися до бог у або божествам. Вони поклоняються і шанують його. Ця практика проявляється також у індуїзму, буддизму і суфізму. Даосизм також має довгу історію аскетизму. В аскетичній отшельнической життя, відлюдник шукає усамітнення для медитації, споглядання і молитви без відволікань на контакт з людським суспільством. Аскетичні дисципліни можуть також включати спрощену дієту і/або ручна праця як засіб підтримки.

### Відомі відлюдники
- Будда Гаутама, який відмовився від своєї королівської життя для пошуку духовного просвітлення, вперше став відлюдником, а потім аскетом, що послужило виникненню Буддизму.
- Емілі Дікінсон, американська поетеса.
- Лао-цзи, в деяких джерелах описується, що він провів свої останні дні як відлюдник.
- Чжан Даолін, засновник Тяньши Дао.